# John Purroy Mitchel
John Purroy Mitchel, född 19 juli 1879 i Fordham i Westchester County i delstaten New York i nuvarande Bronx i New York, död 6 juli 1918 i Calcasieu Parish i Louisiana, var en amerikansk politiker och militär. Han var New Yorks borgmästare 1914–1917.
I borgmästarvalet 1913 vann Mitchel som Republikanska partiets kandidat. År 1917 förlorade han Republikanska partiets primärval mot William M. Bennett men han kandiderade i alla fall som oberoende kandidat med den följden att Demokratiska partiets kandidat John Francis Hylan vann valet.
Efter tiden som borgmästare tjänstgjorde han som pilot i USA:s armé och befordrades till major. År 1918 omorganiserades arméns flygstridskrafter till United States Army Air Service där Mitchel tjänstgjorde när han omkom i en flygkrasch under en militär flygövning i Louisiana.